# Zorzines lactipuncta
Zorzines lactipuncta là một loài bướm đêm trong họ Noctuidae.